# Cajetan Gerstlacher
D. Cajetan Gerstlacher (* 2. April 1698 in Indersdorf; † 30. April 1751 in Kloster Beuerberg) wurde als Franz Kaspar Gerstlacher geboren. Er absolvierte 1715 das Jesuitengymnasium München (heute Wilhelmsgymnasium München) und wurde Augustiner-Chorherr in Beuerberg. 1744 wurde er Propst.
Seine Brüder Johann Georg Gerstlacher (S.I.) und Johann Andreas Antonius Gerstlacher traten ebenfalls in den geistlichen Stand.